# Гарвардський метод ведення перемовин
Гарвардський метод ведення переговорів, також відомий як принципові переговори, є одним із найвідоміших та найвпливовіших підходів до вирішення конфліктів та досягнення угод в медіації. Розроблений співробітниками Гарвардського проекту з переговорів, зокрема Роджером Фішером, Вільямом Юрі та Брюсом Паттоном, і описаний у їхній книзі "Шлях до ТАК: як вести переговори, не здаючи позицій" (Getting to Yes: Negotiating Agreement Without Giving In), цей метод фокусується на пошуку взаємовигідних рішень, а не на жорсткому відстоюванні початкових позицій.
Принципові переговори, або Гарвардський метод, є універсальним інструментом для вирішення будь-яких конфліктів, явних чи прихованих, включно з розбіжностями інтересів. Однак його потенціал розкривається найповніше саме у медіації та ділових переговорах, але він потребує значних зусиль від учасників для пошуку та прийняття найкращого для них рішення.

## Основні принципи
Гарвардський метод ґрунтується на чотирьох ключових принципах, які допомагають учасникам переговорів досягти "win-win" результату:
- Люди — Відокремлюйте людей від проблеми. Цей принцип наголошує на важливості відокремлення особистих стосунків та емоцій від суті проблеми, що обговорюється. Переговорники повинні сприймати один одного як партнерів у вирішенні спільного завдання, а не як ворогів. Це дозволяє уникнути персональних атак, нерозуміння та емоційного загострення, що заважає конструктивному діалогу. На практиці це означає, що учасники повинні "воювати" не один з одним, а всі разом — з проблемою[5].

- Інтереси — Зосереджуйтеся на інтересах, а не на позиціях. Позиції – це те, що люди говорять, що вони хочуть. Інтереси – це те, чому вони цього хочуть, їхні глибинні потреби, бажання, побоювання та прагнення. Метод закликає переговорників досліджувати приховані інтереси обох сторін, оскільки саме на основі спільних або сумісних інтересів можна знайти взаємовигідні рішення. Часто за різними позиціями стоять одні й ті ж або взаємодоповнюючі інтереси. На практиці проблема полягає в тому, що заявлена позиція на переговорах часто не відображає справжніх потреб та інтересів учасника[6].

У книзі Фішера наведено приклад, як успішно відокремити інтереси від позицій під час переговорів.
- Варіанти — Винаходьте взаємовигідні варіанти. Цей принцип заохочує креативне мислення та "мозковий штурм" для створення широкого спектру можливих рішень, перш ніж приймати остаточне рішення. Важливо шукати варіанти, які задовольняють інтереси обох сторін, а не лише одну. Мета полягає в максимізації спільної вигоди, а не в розподілі фіксованого "пирога". На практиці цей принцип розкривається в тому, що потрібно зацікавити іншу сторону в досягненні бажаного результату, мотивуючи її до взаємовигідної згоди.

- Критерії - Наполягайте на використанні об'єктивних критеріїв. Для того, щоб уникнути суб'єктивності та тиску, Гарвардський метод пропонує використовувати справедливі, об'єктивні та легітимні критерії для оцінки пропозицій. Такими критеріями можуть бути ринкові ціни, експертні оцінки, законодавчі норми, прецеденти, наукові дані тощо. Це допомагає зробити процес переговорів більш прозорим, обґрунтованим і прийнятним для обох сторін[8].

## Ключові концепції
Найкраща альтернатива переговорної угоди (НАОУ / BATNA - Best Alternative To a Negotiated Agreement): Це те, що сторона буде робити, якщо переговори не приведуть до бажаного результату. Знання власної НАПУ, а також припущення щодо НАОУ іншої сторони, є ключовим елементом у визначенні своєї сили в переговорах і допомагає уникнути прийняття невигідних угод. Якщо ваша НАПУ сильна, ви можете дозволити собі бути більш наполегливим.
Під час переговорів ваша WATNA, або найгірша альтернатива укладеній в результаті переговорів угоді, представляє один із кількох шляхів, якими ви можете піти, якщо вирішення не може бути досягнуто. Як і у випадку з BATNA , розуміння вашої WATNA є однією з альтернатив, яку ви можете використовувати для порівняння з іншими варіантами вздовж альтернативних шляхів, щоб приймати більш обґрунтовані рішення за столом переговорів.
Зона можливої угоди (ZOPA - Zone of Possible Agreement): Це діапазон, в якому інтереси обох сторін перетинаються, і де можливе взаємовигідне рішення. Якщо ZOPA не існує, то досягти угоди практично неможливо.

## Переваги Гарвардського методу
- Відокремлення людей від проблеми допомагає зберегти відносини та уникнути ескалації конфлікту.
- Фокус на інтересах та генерація варіантів для взаємної вигоди збільшує ймовірність досягнення "win-win" угод.
- Використання об'єктивних критеріїв спрощує процес прийняття рішень та зменшує кількість суперечок.
- Метод може застосовуватися в широкому спектрі ситуацій – від особистих до ділових та міжнародних переговорів.

## Перешкоди у використанні Гарвардського методу
Хоча Гарвардський метод є дуже ефективним, він має свої перешкоди:
Метод найкраще працює, коли обидві сторони готові до співпраці та пошуку спільних рішень. У випадках, коли одна зі сторін відверто ворожа або прагне лише своєї вигоди, його застосування може бути ускладнене.
У деяких ситуаціях, де є значна асиметрія сил або йдеться про розподіл обмежених ресурсів, може бути складніше повністю застосувати всі принципи.
Крім того, ефективне застосування методу вимагає від переговорників певних навичок, таких як активне слухання, емоційний інтелект, креативність та здатність до аналізу інтересів.
Незважаючи на ці обмеження, Гарвардський метод ведення переговорів залишається одним із найвпливовіших і найпопулярніших підходів у теорії та практиці переговорів, пропонуючи ефективні інструменти для досягнення конструктивних та довгострокових угод.